# Mora paraensis
Mora paraensis är en ärtväxtart som först beskrevs av Adolpho Ducke, och fick sitt nu gällande namn av Adolpho Ducke. Mora paraensis ingår i släktet Mora och familjen ärtväxter. Inga underarter finns listade i Catalogue of Life.